# ベリーズ料理
ベリーズ料理（ベリーズりょうり）は、 ベリーズ国内のすべての民族の多様性と、それぞれの多様な食品を融合したもので 朝食は多くの場合、自家製のさまざまなチーズと一緒に食べるパン、小麦粉のトルティーヤ 、またはフライジャックで構成されている。 多くの場合、 揚げ豆 、チーズ、さまざまな形の卵などが添えられている。 インクルーシブには、牛乳、コーヒー、紅茶と一緒にシリアルも多い。 
真昼の食事は、次のような軽い食品から、米や豆 、 タマーレ 、 panades （揚げミートパイ）、 エスカベシュ （オニオンスープ）、chimole / chirmole（スープ）、シチューチキン、garnaches（揚げ豆とトルティーヤ、チーズ、そしてさいの目に切ったタマネギソースやさいの目に切ったキャベツなど）を使って、ある種の米と豆、肉とサラダ、またはコールスローをフィーチャーしたさまざまな構成され、ディナーに属する。
農村部では、食事は都市部よりも簡素化されている場合がある。マヤ族はほとんどの食事にレカド(後述のミックススパイス) 、 トウモロコシまたはmaizeモロコシを使用しており、ガリフナはシーフード、 キャッサバ （特にキャッサバパンまたはエレバにしたもの）および野菜が好まれる。 ベリーズには、レストランやファーストフード店もかなりて安く利用できる。地元の市場の生野菜ほどではないが果物も一般的にみられ、Mealtimeは、家族や学校、一部の企業が昼食時ランチを閉し、午後遅くに再開するために設ける。

## メスティーソとマヤ

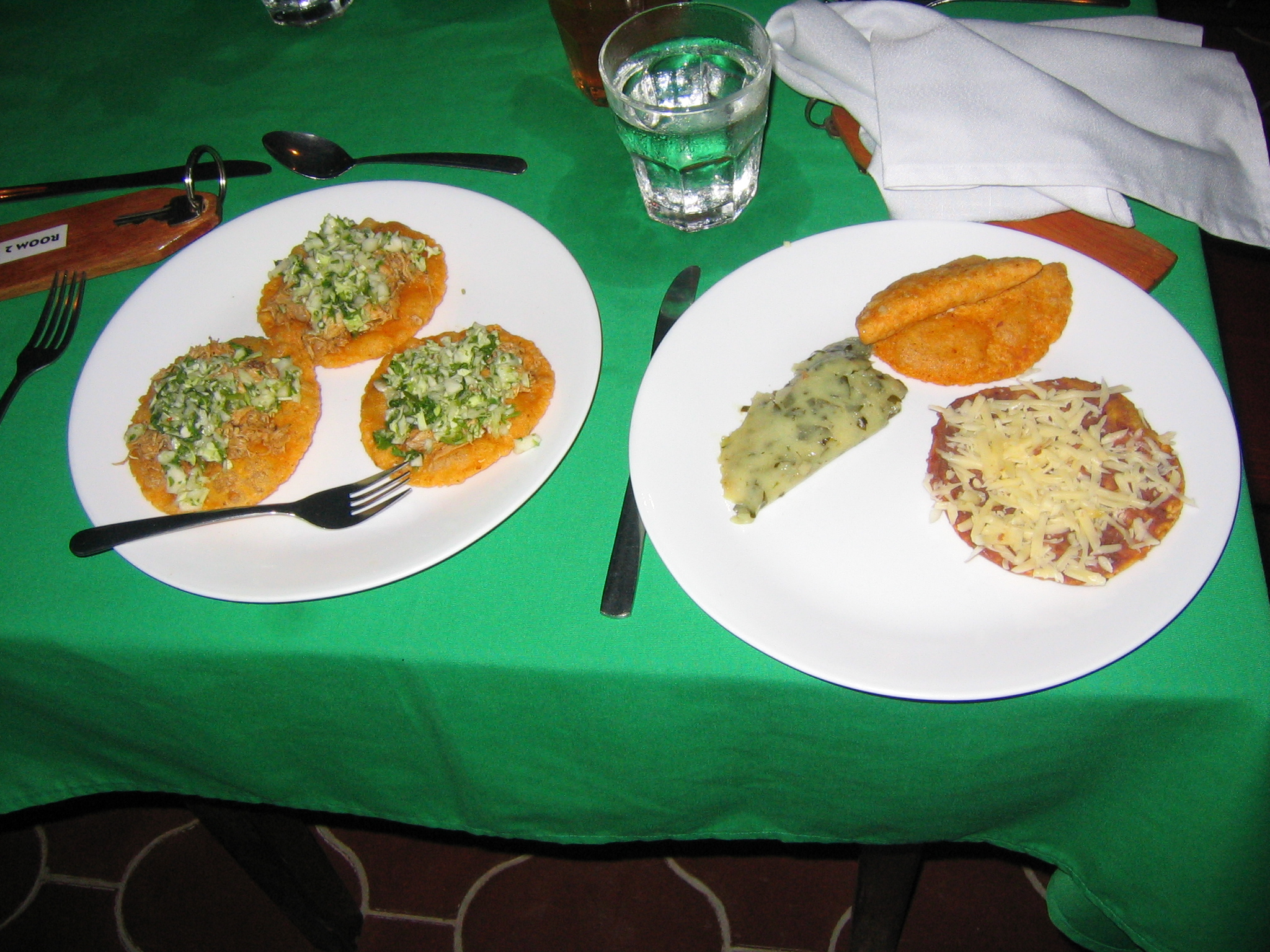
伝統的なメスティーソベリーズ料理。

今日ではベネズエラ全般のものとみなされているメスティーソ文化を起源とする通常の料理としては、揚げたトウモロコシのトルティーヤに豆とシュレッド・チーズを載せたガルナチャス、トウモロコシと鶏肉ないし類似の肉から作られたタマル、トウモロコシ生地で豆または味付けした細切れの魚肉を包にで揚げて、玉ねぎのピクルスをトッピングしたものとみなせるエンパナーダなどがある。
マヤ料理でもっとも有名なものは「カルド (Caldo)」と呼ばれる。コマルで焼かれ、他の食品（肉、豆、その他）を包むために使われるトルティーヤは、一般的で、おそらくもっともよく知られた先コロンブス期のメソアメリカの食品である。タマルはトウモロコシ生地で作られており、多くの場合、詰め物が詰められており、トウモロコシの皮（包葉）でくるまれて蒸される。アトーレとポソレはどちらも液状の薄粥のような料理で、粉砕したトウモロコシ（ホミニー）と水を混ぜて作ったものだが、前者は密度が高く、飲み物として供され、後者は粒のままのトウモロコシとチキンブイヨンが入っている。これらの料理はそのまま食べることもできるが、風味を多様化するために蜂蜜、唐辛子、肉、魚介類、カカオ、ワイルド・オニオン、塩などが足されることもある。
うずら豆、赤豆、黒豆などの複数の豆類が栽培された。トマト、唐辛子、アボカド、ラモンの木、グアバ、グアナバナ、パパイア、パイナップル、カボチャ、サツマイモなどの果物を含む栽培植物は全体的な食生活で活用された。バニラ、エパソーテ、ベニノキ（種子がアナトー色素の原料でそのまま挽潰して使う））、カネラ、メキシカンペッパーリーフ、アボカドの葉、ニンニクカズラなどのさまざまなハーブ類が栽培され、利用された。

## クリオール

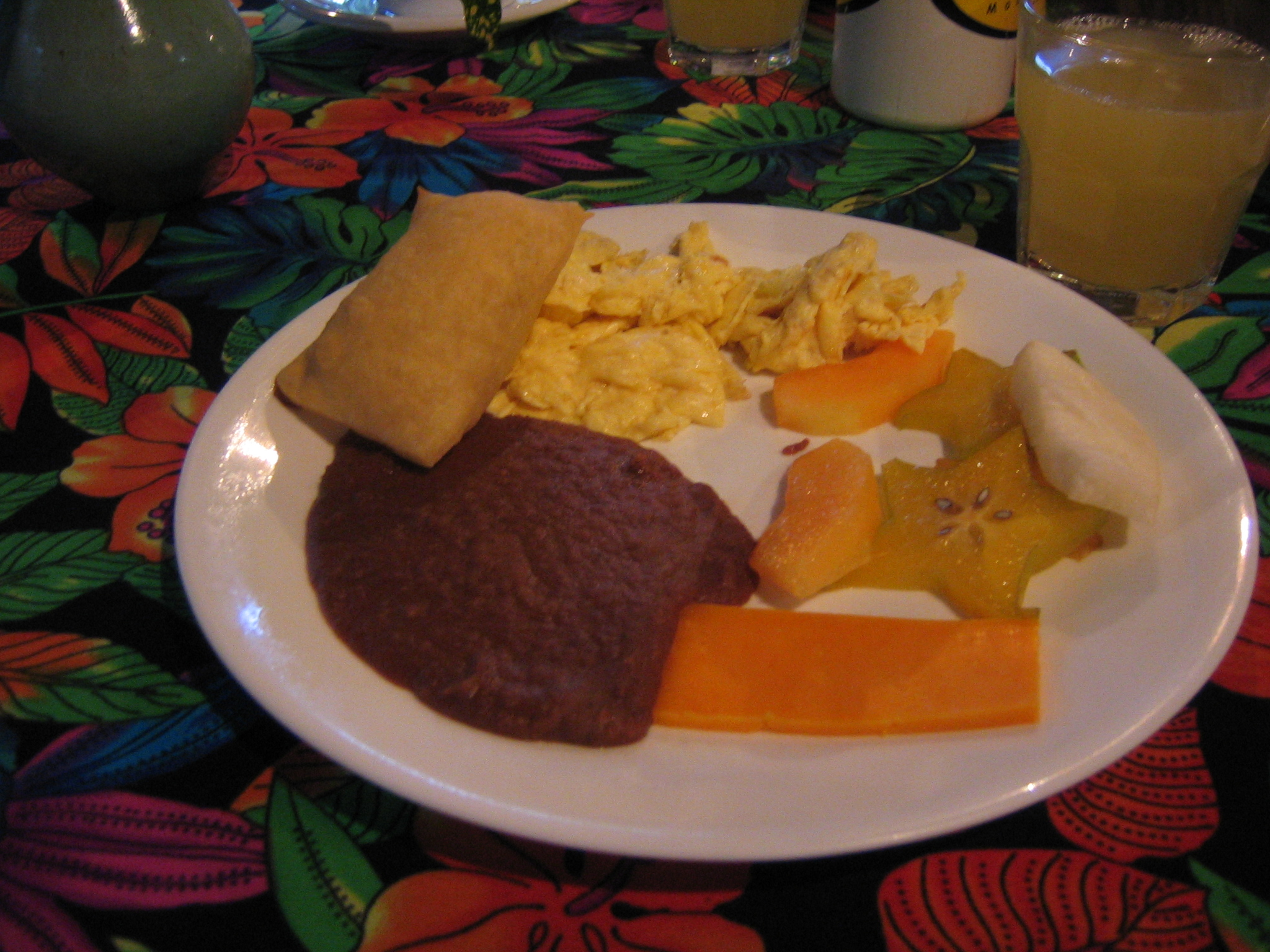
伝統的なベリーズの朝食。

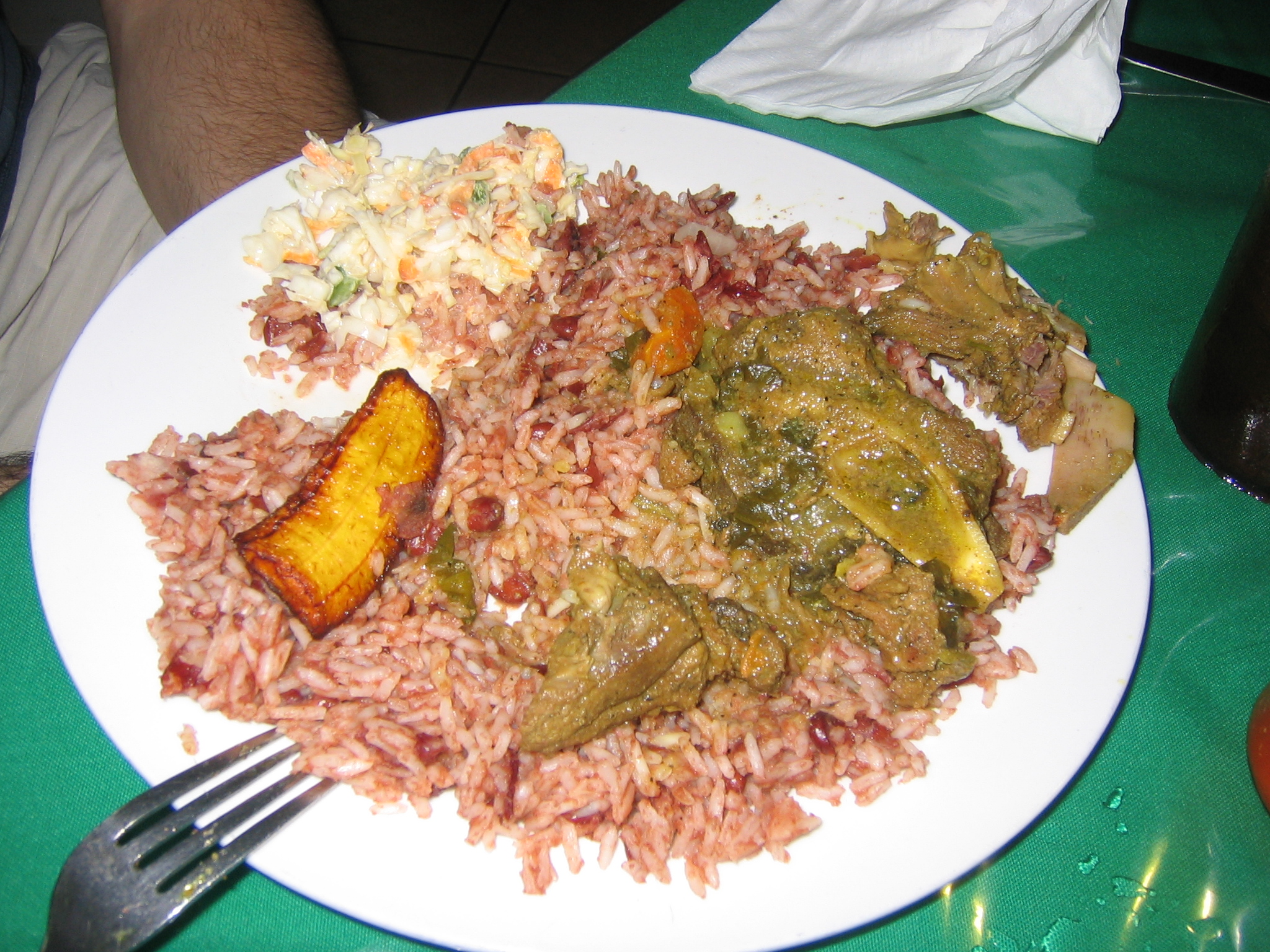
伝統的なベリーズのディナー。

クリオール（Kriols）は一般的にバランスの取れた食事をとっている。bile up（胆汁上げ、boil up とも）はベリーズのクリオール文化の料理とみなされている。ゆで卵、魚肉ないし豚肉、キャッサバ、緑色のプランテン、ヤム、サツマイモ、ココア、トマトソースが組み合わされている。ベリーズでは、キャッサバはガリフナから受け継いだ小さな揚げたキャッサバケーキの「バミー」として供されている。
キャッサバの根をすりおろし、よくすすぎ、乾かししてから塩漬けにしたものをプレスして、直径10cm、厚さ1.3cmほどの平らなケーキを作る。ケーキを軽く揚げてからココナッツミルクに浸してから二度揚げする。バミーは、通常は朝食では魚と共にでんぷん質の食品として、あるいは単品でスナックとして供される。キャッサバ・ポーンはココナッツやレーズンも混ぜられることがある、定番のキャッサバ粉を使ったケーキであり、ベリーズ・クリオールや西インド諸島全般の伝統的なデザートである。
クリオールのフィッシュ・セラ（fish seré）はガリフナ文化起源のフドゥ（hudut）と呼ばれる料理に酷似している。フドゥには主に2種類があり、一つは上記のセラのようにココナッツミルクが使われるが、半ば熟したプランタンをマッシュしたものも使われる。もう一方はココナッツミルクは使われず、スパイシーなフィッシュ・スープとも言うべきものである。辛いハバネロか、マイルドなハラペーニョから作られたベリーズのペッパーソースのボス・ア・ペパ（bos a pepa）が加えられることもある。
ココナッツのすべての部分は何らかの形で使用される：乾燥させた殻は飾りや、バーベキューの火熾しに、ココナッツジュースは清涼飲料やアルコール飲料の割りものとして、果肉をすり下ろして得たココナッツミルクは上記のように使われたり、クリオールパンや丸パンに独特のココナッツ風味を付けたりする調理用に使用される。ドゥクヌは甘味を付けたでんぷん（通常はコーンミール）か、スイートコーンをアルミフォイルやバナナの葉でくるんで茹でたもの。カーン・シャム（Cahn Sham）は砕いたか粉に挽いて甘味をつけた乾燥トウモロコシ。
ココナッツ果肉の擂りおろしを乾燥したものは、水につけて、ココナッツミルクを絞った後で、多くのベリーズのデザートの基礎として使用される。
ココナッツパイやタルトのように、ココナッツクラスト（すりおろしたココナッツを砂糖で甘くして、小麦粉のクラストの中でパティのように折りたたんで焼く）、すりおろしたココナッツ果肉に生姜の薄切り、砂糖、水を混ぜて焼いて四角く切ったタブラタなどがあり、またすりおろしたココナッツの代わりにココナッツの塊を使ったカット・オ・ブルート（cut-o-brute）と呼ばれるものや、すりおろした未成熟のココナッツ、牛乳、小麦粉、砂糖、卵、レモンエッセンス、（ココナッツケーキのように）ベーキングパウダーを使ったトリフル、ココナッツファッジ、ココナッツアイスクリームなどがある。
上記したように、フライジャックやジョニーケーキと揚げ豆がソーセージや卵とともに供されるものが一般的なベリーズの朝食である。フライジャックは小麦粉から作られ、練って薄く延してから揚げた物。ジョニーケーキはコーンミールから作られた、ふわっとしたビスケットタイプか平たいパンケーキタイプの物がある。フライジャックもジョニーケーキもしばしばバターやチーズのスライスがトッピングされる。
クリオールのディナーの主な食材としてはジャガイモ、野菜、コールスローなど、なんらかの肉とサラダを添えた米と豆、魚、巻貝、ロブスターなどの魚介類、イグアナ、鹿、パカなどの狩猟獣の肉、キャッサバ、ジャガイモ、ココア、プランタンなどを粉に引いたものなどが供される。一般的にはフレッシュジュースか水が提供され、場合によってはソフトドリンクやアルコール飲料（ベリー類、カシューナッツ、偽果、グレープフルーツ、およびもっとも一般的には米から作った自家製酒）で置き換えられる。
代表的なデザートはワングラ（wangla）やパウダーバン、ケーキやパイ、ポテトプディング（パウンド）などのスイーツである。通常、朝食のテーブルで見られるのは特別に作られたパンと丸パン、ジョニーケーキや揚げケーキ（フライジャックと呼ばれる）などである。近年、クリオールの食品が他のグループで受け入れられているように、クリオールも他のグループの食品を採用している。

## ガリフナ

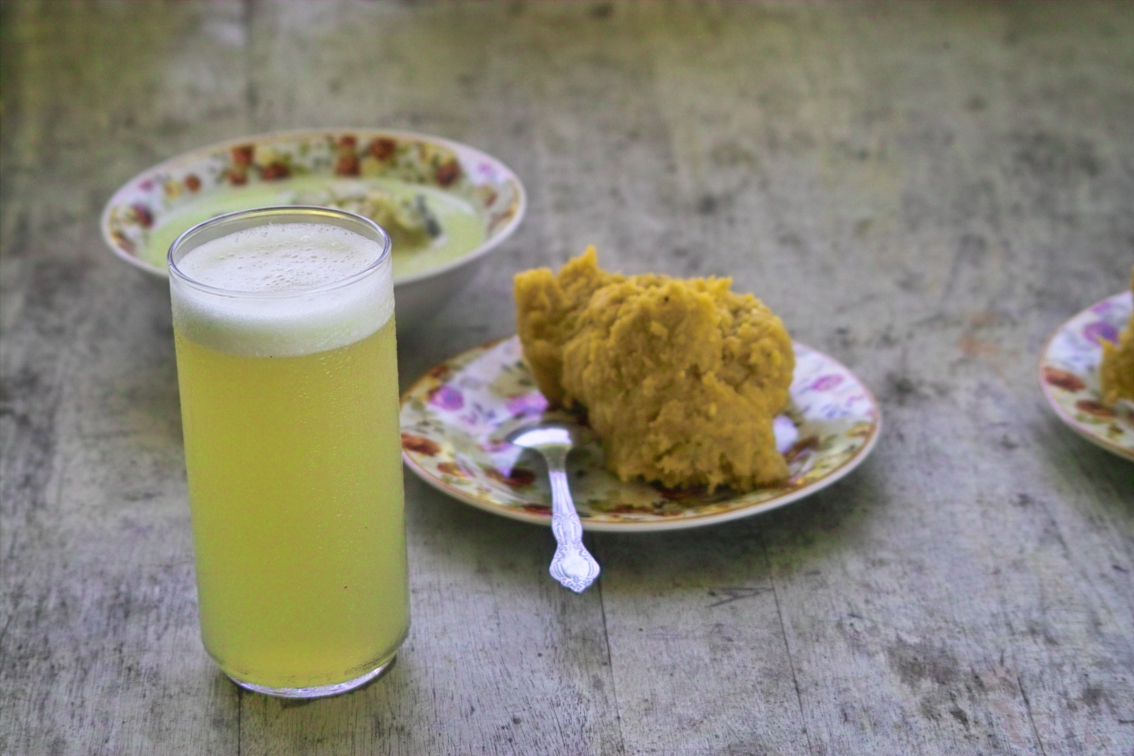
伝統的なガリフナディナー。

ガリフナ料理には、キャッサバを使った一般的に知られているエレバ（キャッサバパン）をはじめ、さまざまなキャッサバの料理があるが、これらは古くからの手間のかかる工程で行われる。
蛇のように長く編んだ籠（ルグマ）にすりおろしたキャッサバ入れ、流水に晒し毒を抜き、引き上げて水が切れた後、平たいざるに開けて広げ一晩乾燥させ、平らな丸い籠（ヒビセ）でふるいにかけてキャッサバ粉を作り、水で練って大きな鉄板でパンケーキを焼く。エレバは、魚やフドゥ（たたいたプランテン）と一緒に食べたり、肉汁をかけて食べるのが好まれている。その他にはブンディガ（プランテンのラスス）、マザパン、ビマカクレ（もち米）などがある。

## 人気のある食材
七面鳥やニワトリなどの肉の風味は、家禽類が輸入された穀物ではなく、地元の食材を餌としているために他の国のものとは異なっている。特にベリーズの鶏肉は、他の鶏肉と比較して、非常に豊かな風味を持っていると言われている。ベリーズ人は、牛肉や豚肉よりも、はるかに多くの鶏肉や魚を食ベている。
- キャッサバ
- コフネヤシ
- プランテン
- バナナ
- ハバネロ
- ハヤトウリ（地元では「チョチョ」 "chocho" ）
- オールスパイス
- 生姜
- カラルー
- ネギ
- マンゴー
- ラモンの木
- ヤムイモ
- 大蒜
- 黒胡椒
- 干した塩漬けの鱈（地元では「塩魚」 "salt fish"）
- 塩漬けの牛肉
- タイム
- 乳牛の足
- 豚の尻尾
- ココナッツミルク
- ココナッツ
- グアバ
- サワーソップ
- パッションフルーツ
- サトウキビ
- ケチャップ
- 玉ねぎ
- ブラウンソース
- マメイサポテ（英語版）（地元では「マーメー」 "mahmee"）
- カラバッシュ
- アボカド（地元では「梨」 "pear"）
- 黒豆
- いんげん豆
- ローゼル（地元では「スイバ」 "sorrel"）
- タマリンド（地元では「タンブラン」 "tambran"）
- スターフルーツ
- 黄金の林檎
- ナンセ（英語版）
- ジャックフルーツ
- パイナップル
- マレーリンゴ（英語版）
- 酢
- レカド（英語版）　（アナトー種子、オレガノ、クミン、クローブ、シナモン、黒コショウ、オールスパイス、ニンニク、塩などからなるミックススパイスペースト又はパウダー）
- マサ
- トウモロコシ
- カレー

## 人気のある料理
- セビチェ
- フライジャック
- 巻貝のフリッター
- ドゥクヌ
- フドゥ
- バイルアップ（英語版）
- タマル
- チキンカレー
- ライス・アンド・ビーンズ - 米と豆をココナッツミルクで煮込んだもの[3]
- ガルナチャス
- パナデス
- サルブーテ
- ブリトー
- 鶏肉の煮込み
- 牛肉の煮込み
- カルド
- エスコヴィッチ・フィッシュ
- 巻貝のスープ
- カラルーと塩魚
- キャベツと塩魚
- 蒸した魚
- 牛足